# Verna (30 Rock)
"Verna" é o 12.° episódio da quarta temporada da série de televisão de comédia de situação norte-americana 30 Rock, e o septuagésimo da série em geral. Foi realizado por Don Scardino e teve o seu enredo escrito por Ron Weiner. Eles assumiam ainda as respetivas funções de produtor e co-produtor executivo na temporada. A sua transmissão original nos Estados Unidos ocorreu através da rede de televisão National Broadcasting Company (NBC) na noite de 4 de Fevereiro de 2010. A atriz e comediante Jan Hooks, antiga integrante do elenco do Saturday Night Live (SNL), programa de televisão da NBC no qual a criadora de 30 Rock Tina Fey iniciou a sua carreira, fez a sua primeira de duas participaçções especial no episódio, numa atuação que marcou o seu retorno ao trabalho após um longo hiato e que agradou tanto a Fey ao ponto de citar "Verna" como um dos seus episódios favoritos de 30 Rock. Scardino também participou do episódio como um figurante, e deu voz a uma mascote animada que participou da cold-open numa sequência de sonho surreal de Liz Lemon (Fey), que serve como uma sátira aos rumores de um possível romance entre ela e Jack Donaghy (Alec Baldwin).
No episódio, Jenna Maroney (interpretada por Jane Krakowski) fica a saber que a sua mãe Verna (Hooks) a veio visitar. Sem desejo de a ver, Jenna pede ajuda de Jack Donaghy (Alec Baldwin), que também não se dá bem com a sua própria mãe. Ele ajuda Jenna a lidar com a sua mãe, mas depara-se com um problema ao se aperceber que, na verdade, Verna se comporta como redimida na frente de Jenna mas tem um plano secreto por detrás das suas ações. Entretanto, Frank Rossitano (Judah Friedlander) muda-se temporariamente para o apartamento da sua chefe Liz Lemon (Fey), e os dois decidem fazer um pacto para abandonarem os seus respetivos maus hábitos de fumar e ingerir comida de plástico.
"Verna" também explora o relacionamento entre Pete Hornberger (Scott Adsit) e Kenneth Parcell (Jack McBrayer), com o primeiro tentando proteger o seu "tempo para si" da excentricidade do último. A subtrama de Liz e Frank inclui a inclusão do serviço de entrega de refeições fictício Noofüd, uma paródia inspirada na experiência real de Fey com dietas, e culmina com um monólogo de Kenneth que reflete o seu papel ambíguo e quase sobrenatural na série. "Verna" apresenta ainda referências culturais a filmes como Paranormal Activity (2009) e Glengarry Glen Ross (1992), este último estrelado por Baldwin no início da sua carreira, e ainda à franquia Star Wars, bastante adorada por diversos membros da equipa da série.
Em geral, "Verna" foi recebido com uma mistura de apreciação e condenação pelos críticos especialistas em televisão do horário nobre que, apesar de terem aclamado elementos como referências culturais à cultura popular e cenas engraçadas, criticaram a abordagem centrada em Jenna que, para alguns, careceu de intensidade dramática e impacto duradouro. Entre os críticos, houve consenso de que Hooks foi um destaque positivo trouxe um toque especial, mas o episódio como um todo foi considerado por alguns como mais focado em comédia isolada do que em uma narrativa coesa. Retrospectivamente, "Verna" figurou em listas de episódios importantes de 30 Rock, mas com posicionamentos modestos, refletindo a opinião de que, apesar de divertido, não alcançou o brilho de outros episódios da série. De acordo com o sistema de mediação de audiências Nielsen Ratings, "Verna" foi assistido por uma média de 5,93 milhões de agregados familiares durante a sua transmissão original norte-americana, e foi-lhe atribuída a classificação de 2,9 e oito de share entre os telespectadores pertencentes ao perfil demográfico dos 18 aos 49 anos de idade.

## Produção e desenvolvimento

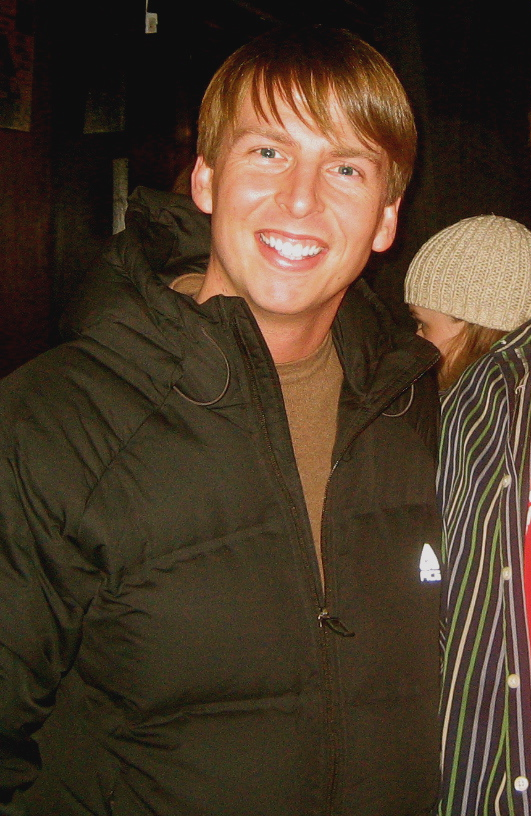
"Verna" foi um dos episódios de 30 Rock que aludiu à susposta imortalidade de Kenneth Parcell, personagem de Jack McBrayer.

"Verna" é o 12.° episódio da quarta temporada de 30 Rock. As suas filmagens tiveram lugar nos Estúdios Silvercup na Cidade de Nova Iorque a 7 de Dezembro de 2009. Foi realizado por Don Scardino e teve o seu enredo redigido por Ron Weiner. Para Scardino, que também assumia a função de produtor da temporada, esta foi a sua 26.ª vez a trabalhar na realização de um episódio da série, estendendo o seu recorde do realizador com a maior quantidade de episódios de 30 Rock realizados. Além disso, ele fez uma participação em "Verna" desempenhando um Maitre d', mas não recebeu crédito pela participação. Para Weiner, que também assumia a função de co-produtor executivo da temporada, foi a sua sexta vez a trabalhar no guião de um episódio da série. Embora os seus nomes tenham sido listados na sequência de créditos finais do episódio, os atores Katrina Bowden e Keith Powell, respetivos intérpretes das personagens Cerie Xerxox e James "Toofer" Spurlock, não participaram de "Verna".
O episódio começa com uma cold-open pouco convencional, uma sequência de sonho surreal na qual Liz dá à luz a Meat Cat, mascote animada fictícia dos Cheesy Blasters, o petisco de queijo favorito de Liz. Don Scardino, realizador de "Verna", fez a voz de Meat Cat com o seu caraterístico "Hey-hey!" e uma gargalhada maléfica. Embora seja a primeira aparição da mascote em 30 Rock, ela já havia sido mencionada mais cedo nesta temporada em "Season 4". No sonho, Jack é o pai de Meat Cat. Tina Fey — criadora, produtora executiva, argumentista-chefe e estrela principal de 30 Rock — referiu que esta cena se destinava a satisfazer os membros da audiência que especulavam sobre uma ligação romântica entre Liz e Jack, retratando-a de forma humorística através do sonho stressante de Liz sobre estar casada. Desde o seu início, a série tem dado a entender ocasionalmente uma relação romântica entre Liz e Jack, que mantiveram uma relação de mentor-mentoriado repleta de profunda amizade, respeito mútuo e amor platónico, ao mesmo tempo que, ocasionalmente, insinuavam tons românticos. Em episódios como "Cleveland" e "Hiatus", momentos de ciúme e apoio emocional sugeriram mais do que apenas laços profissionais. Além disso, o seriado utilizou cenários cómicos como em "Dealbreakers Talk Show #0001" e "The Fabian Strategy" para criar tensão, enquanto elementos surreais como a sequência de sonho em "Verna" serviram de brincadeira para as teorias dos fãs sobre um futuro romântico. Episódios como "Mrs. Donaghy" exploraram com humor o romance errado, mas reafirmaram a sua ligação platónica. Porém, apesar de tudo isto, numa entrevista à Esquire em Abril de 2010, Fey esclareceu que "Liz e Jack nunca ficarão juntos." Quando entrevistado acerca do tema, Alec Baldwin, intérprete de Jack e produtor de 30 Rock, respondeu que "duvido sinceramente, e acho que a série fica melhor assim. Quando eles cruzam essa linha, toda a tensão desaparece dessas relações. E penso que a lição que aprendemos sobre estas duas personagens é que são casadas com os seus empregos e com o seu trabalho." Este assunto foi abordado por 30 Rock na sua temporada final, na qual Liz e Jack conversaram sobre os motivos da sua relação nunca ter evoluído a um romance em "Florida", e Jack reconheceu Liz como a única pessoa que nunca afastou episódio final, subvertendo os tropos tradicionais das sitcoms e realçando que a sua relação mais gratificante não era romântica.
A comediante Jan Hooks, ex-integrante do elenco do programa de televisão humorístico Saturday Night Live (SNL), participou de "Verna", seu primeiro trabalho como atriz desde o filme de comédia Jiminy Glick in Lalawood (2004). Neste episódio, ela deu vida a Verna Maroney, mãe de Jenna Maroney, interpretada por Jane Krakowski. Fey mencionou que o envolvimento de Hooks significou tirar ela da sua reforma e atraí-la da sua "vida pacata" em Woodstock, Nova Iorque. Fey ficou tão agradada pela participação da atriz que considera "Verna" um dos seus episódios favoritos da série.30 Rock também incluiu uma homenagem às The Sweeney Sisters, uma personagem de Hooks no SNL, com um dueto entre Verna e Jenna, que cantaram o tema "Do That to Me One More Time" (1979), de Captain & Tennille, simbolizando o desejo de Jenna de ter um laço maternal, apesar de saber que provavelmente ficaria desiludida. Um momento de destaque neste episódio é a paquera de Verna com Jack, durante a qual ela revela a sua tatuagem, um desenho que representa o Capitão Morgan a fazer sexo com uma sereia. Baldwin achou o conceito da tatuagem tão divertido que mais tarde presenteou os seus colegas com um desenho da mesma, chamando-lhe o seu aspeto favorito da temporada. Hooks voltaria a participar do seriado pela segunda e última vez em "The Moms", ainda nesta temporada.
O SNL, programa no qual Fey foi argumentista-chefe entre 1999 e 2006, tem muitas conexões com 30 Rock. 30 Rock é muitas vezes visto como um reflexo cómico do SNL, e Liz Lemon como uma versão ficcionada de Fey, encarnando as dificuldades de liderar um programa cómico num ambiente dominado por homens, tal como o seu papel na vida real no SNL. Vários outros ex-alunos do SNL já desempenharam papéis importantes ou fizeram participações especiais em 30 Rock, tais como Fred Armisen, Jimmy Fallon, Rachel Dratch, Chris Parnell, Siobhan Fallon Hogan, Will Ferrell, Will Forte, Gilbert Gottfried, Bill Hader, Julia Louis-Dreyfus, Tim Meadows, Bobby Moynihan, Amy Poehler, Rob Riggle, Horatio Sanz, Molly Shannon, Jason Sudeikis, e Kristen Wiig. Tanto Tracy Morgan como Fey já integraram o elenco do SNL, com Fey tendo sido ainda a primeira apresentadora feminina do segmento Weekend Update. Além disso, membros da equipa de 30 Rock já trabalharam no SNL, como: John Lutz, argumentista entre 2003 a 2010; Beth McCarthy-Miller, realizadora entre 1995 e 2006; e Steve Higgins, argumentista e produtor de 1995 a 2009. Alec Baldwin, apesar de nunca ter integrado o elenco do SNL, detém o recorde de ser o anfitrião do programa por mais vezes, com dezassete vezes.
A subtrama da personagem Pete Hornberger revela que a sua rotina matinal é o seu único "tempo para mim," interrompido por Kenneth Parcell, estagiário da NBC que o transforma numa oportunidade para partilhar histórias estranhas. Scott Adsit, intérprete de Pete, reflectiu sobre a dinâmica entre as duas personagens, observando que, embora Pete tenha inicialmente simpatizado com Kenneth devido à sua própria experiência na NBC, as qualidades misteriosas e possivelmente sobrenaturais de Kenneth acabaram por deixar Pete receoso, uma apreensão crescente que reflecte o tema mais vasto do poder ambíguo de Kenneth na série. O episódio apresenta também uma interação rara entre Liz e o argumentista Frank Rossitano, interpretado por Judah Friedlander. O enredo incorpora o serviço fictício de entrega de refeições Noofüd, que parodia as dietas da vida real e foi inspirado na experiência de Fey com esse serviço. Apesar da sua eficácia para ela, Fey revelou ter de o abandonar quando o estilo de vida se tornou insustentável. "Verna" termina com um monólogo longo improvisado de Kenneth a contar nostalgicamente como era a televisão antigamente, demonstrando o talento do seu intérprete Jack McBrayer para misturar seriedade com absurdo, segundo o exprimido por Mike Roe, autor do livro The 30 Rock Book: Inside the Iconic Show, from Blerg to EGOT (2021).
À medida que foi progredindo com a suas temporadas, 30 Rock inclinou-se cada vez mais para o humor surreal, particularmente com a personagem Kenneth Parcell, que se tornou a mais estranha. Enquanto outras personagens experimentavam desenvolvimentos loucos, como Jack a trabalhar para a administração Bush ou Tracy a vencer um prémio Óscar, o arco de Kenneth tornou-se mais bizarro, com indícios de que poderia ser imortal. Este arco iniciou subtilmente na primeira temporada com o episódio "The Baby Show", no qual há um panfleto na secretária do Dr. Leo Spaceman que lê "Nunca Morre" com uma foto do estagiário no pano de fundo. A partir da terceira temporada, a série foi deixando cair inúmeras pistas sobre a natureza eterna de Kenneth, desde referências vagas à sua idade até momentos mais evidentes em temporadas posteriores. Ele lembra-se de ter tido um papagaio por 60 anos, reage fortemente a sons agudos que só os maiores de 40 anos conseguem ouvir, e possui conhecimento enciclopédico sobre a história da televisão norte-americana. O auge desta estranha história acontece quando a mãe de Kenneth revela que, à nascença, Kenneth lhe disse que não era humano, mas sim um ser imortal. Em "Verna", enquanto conversa com Pete, Kenneth relata que o programa de televisão Today costumava ter um macaco, fazendo uma referência a J. Fred Muggs, a mascote chimpanzé do Today de 1953-57. Esta piada culmina no episódio final da série, no qual Kenneth, agora presidente da NBC, permanece inalterado pelo tempo, continuando a desempenhar bem o seu papel enquanto ouve um discurso da bisneta de Liz Lemon, décadas no futuro. A série deixou a imortalidade de Kenneth como um mistério aberto.
Judah Friedlander, intérprete de Frank Rossitano em 30 Rock, é conhecido pela sua coleção de chapéus de camionista adornados com vários slogans, frases e palavras. Esta caraterística não é apenas um adereço aleatório, mas sim uma parte integrante da personalidade de Frank e do humor da série. Segundo Friedlander, ele desenha e cria estes chapéus pessoalmente, tendo originado chapéus suficientes para usar um diferente em cada cena de 30 Rock, o que se traduz em cerca de três chapéus por episódio. O conteúdo dos chapéus de Frank reflete frequentemente a sua personalidade sarcástica, interesses peculiares ou referências à cultura popular. Alguns exemplos notáveis incluem erros ortográficos, frases nostálgicas e afirmações bizarras que dão uma ideia do carácter de Frank antes mesmo de ele falar. Ocasionalmente, os chapéus são incorporados no enredo, acrescentando uma camada extra de comédia. A personalidade de Friedlander na vida real também envolve o uso de chapéus semelhantes durante as suas atuações de comédia stand-up. Muitas vezes, ostenta nesses chapéus títulos ou capacidades ultrajantes, como "Campeão do Mundo" em diversas línguas, o que contrasta humoristicamente com o seu comportamento descontraído. Em "Verna", Frank usa bonés que leem "Mason Storm", "Mind the Gap", "Pound for Pound" e "Busway." O Detetive Mason Storm é a personagem desempenhada por Steven Seagal no filme Hard to Kill (1990).

## Enredo
Jenna Maroney (Jane Krakowski) fica a saber que a sua mãe Verna (Jan Hooks) veio visitá-la. No entanto, Jenna não quer ver Verna, pois sabe que a sua visita fará com que lhe peça dinheiro, por isso Jenna pede ajuda a Jack Donaghy (Alec Baldwin), executivo da NBC. Jack, que também não se dá bem com a sua própria mãe, mostra a Jenna uma apresentação sobre como lidar com mães autoritárias. Ela tenta acompanhar a apresentação, mas Verna surpreende-a ao devolver o dinheiro que lhe pediu emprestado e querendo voltar a fazer parte da sua vida, o que leva Jenna a ignorar o que Jack lhe disse e a reconciliar-se com Verna, deixando Jack convencido de que Verna tem um motivo oculto para fazer as pazes com a sua filha. Mais tarde, as suas suspeitas tornam-se realidade quando Verna admite ter voltado à vida de Jenna apenas para a convencer a co-estrelar um reality show. Jack tenta fazer com que Jenna saiba das verdadeiras intenções de Verna, mas não consegue dizer-lhe pois ela está muito animada por ter a mãe de volta. Em vez disso, Jack paga a Verna para visitar Jenna regularmente, deixando Jenna acreditar que a mãe mudou de atitude.
Ao mesmo tempo, Liz Lemon (Tina Fey) aceita o seu colega argumentista Frank Rossitano (Judah Friedlander) como colega de quarto, e ambos decidem fazer um pacto para abandonarem os seus maus hábitos: Liz de comer comida de plástico e Frank de fumar. À medida que continuam a viver juntos, Liz tem dificuldade em adaptar-se a não comer comida de plástico e suspeita que Frank ainda está a fumar, devido ao seu comportamento calmo durante a situação. Para o apanhar em flagrante, decide esconder uma câmara de vídeo com visão noturna no seu apartamento. No dia seguinte, Liz mostra o vídeo aos redatores da sua equipa, incluindo Frank. No entanto, em vez de mostrar Frank a fumar cigarros, as imagens mostram Liz a ser sonâmbula, a "comer a dormir," a encomendar pizza enquanto dorme, a comer grandes quantidades de comida de plástico, e até a comer cigarros de Frank. No entanto, também mostra Frank a ter um caso com uma empregada de limpeza muito mais velha, a quem chama "mamã," envergonhando os dois e quebrando o pacto.
Paralelamente, Pete Hornberger (Scott Adsit), produtor do TGS with Tracy Jordan, que não consegue ter um momento a sós no trabalho devido ao facto de Kenneth Parcell (Jack McBrayer), estagiário da NBC, estar sempre a falar com ele. No entanto, Pete acaba por se libertar ao entrar num clube de luta com homens sem-abrigo e consegue tolerar a tagarelice de Kenneth.

## Referências culturais

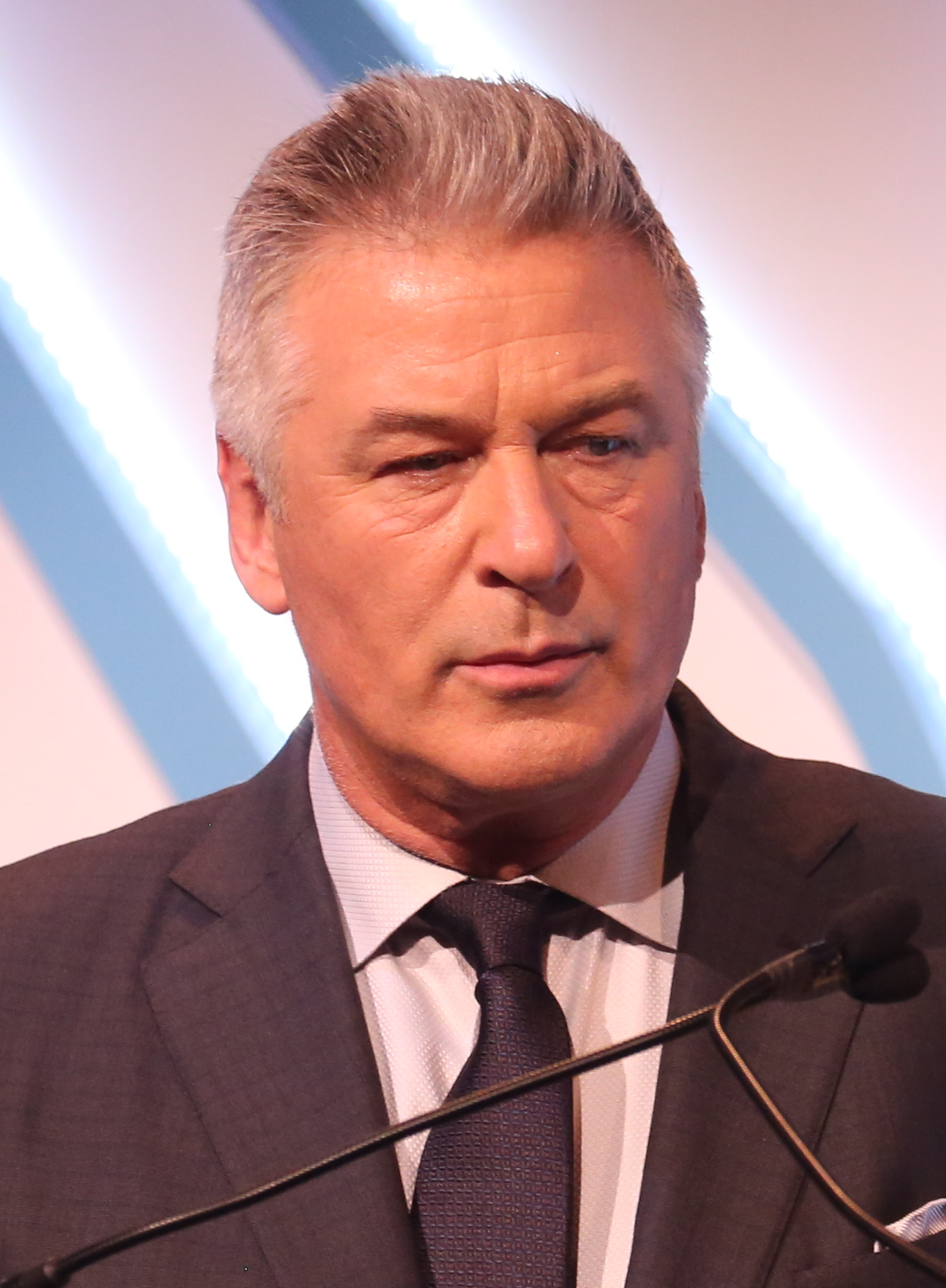
Muitos críticos de televisão notaram que "Verna" fez referência ao filme Glengarry Glen Ross (1992), estrelado por Alec Baldwin.